# رودولف ویلکه
رودولف ویلکه (به آلمانی: Rudolf Wilke)؛ (زادۀ ۲۷ اکتبر ۱۸۷۳ میلادی – درگذشتۀ ۴ نوامبر ۱۹۰۸ میلادی) یک کاریکاتوریست و تصویرگر اهل آلمان بود که به خاطر کارش برای مجلۀ زیمپلیتسیسیموس که توسط آلبرت لانگن برای همکاری در آن دعوت شد، شهرت داشت. او قبل از کار برای زیمپلیتسیسیموس، هنرهای زیبا را در مونیخ و پاریس خوانده بود و یک استودیو با برونو پال راه‌اندازی کرده بود. او همچنین به‌طور منظم در یوگند قبل از استخدام توسط لانگن همکاری کرده بود.
در سال ۱۹۰۴ میلادی ویلکه به همراه هنرمندان دیگر ادوارد تونی و لودویگ توما به مارسی، الجزیره، تونس، ناپل و رم سفر کرد.
در سال ۱۹۰۶ میلادی ویلکه، همراه با اولاف گولبرانسون، توما و تونی، لانگن را متقاعد کردند که زیمپلیتسیسیموس را به یک شرکت سهامی تبدیل کند و بدین وسیله به کارکنان قدرت بیشتری برای کنترل مسیر مجله داد.

## آثار ویلکه

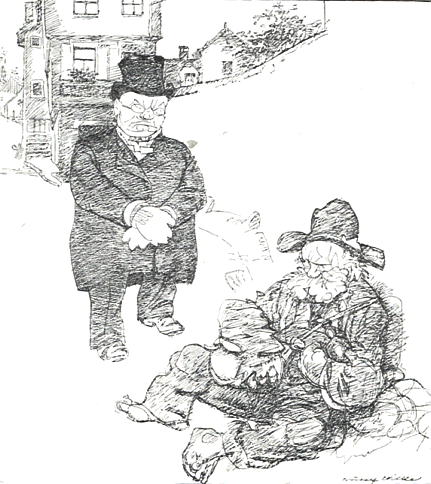
دو جهان
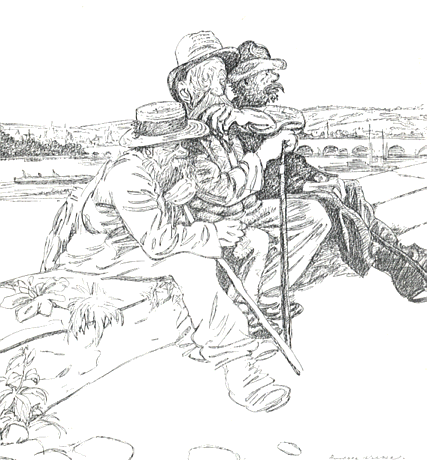
به بالاترین قیمت
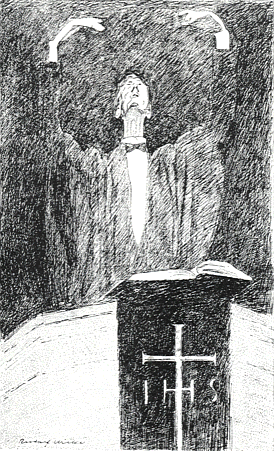
متن خطابه برای واعظان درباری
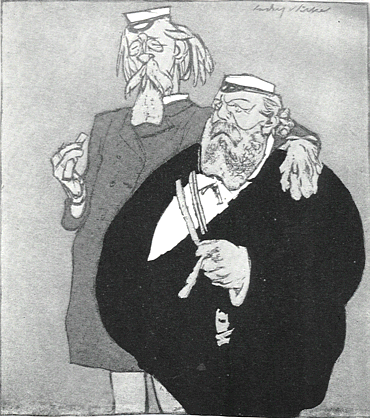
یک باد متفاوت
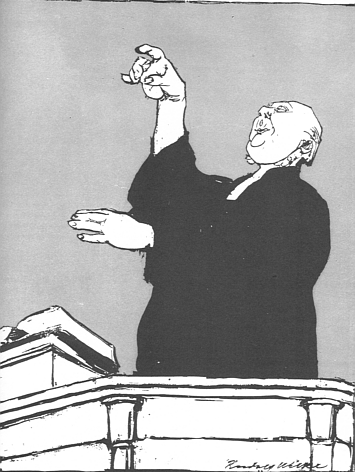
از یک خطابۀ معراج
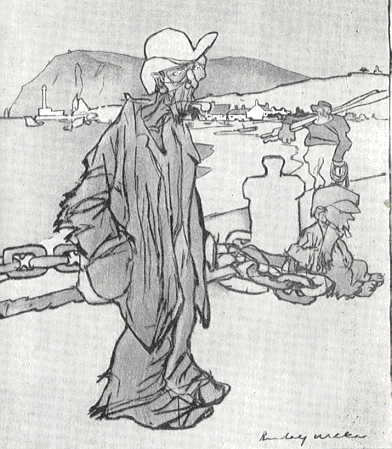
اسپانیایی پرافتخار
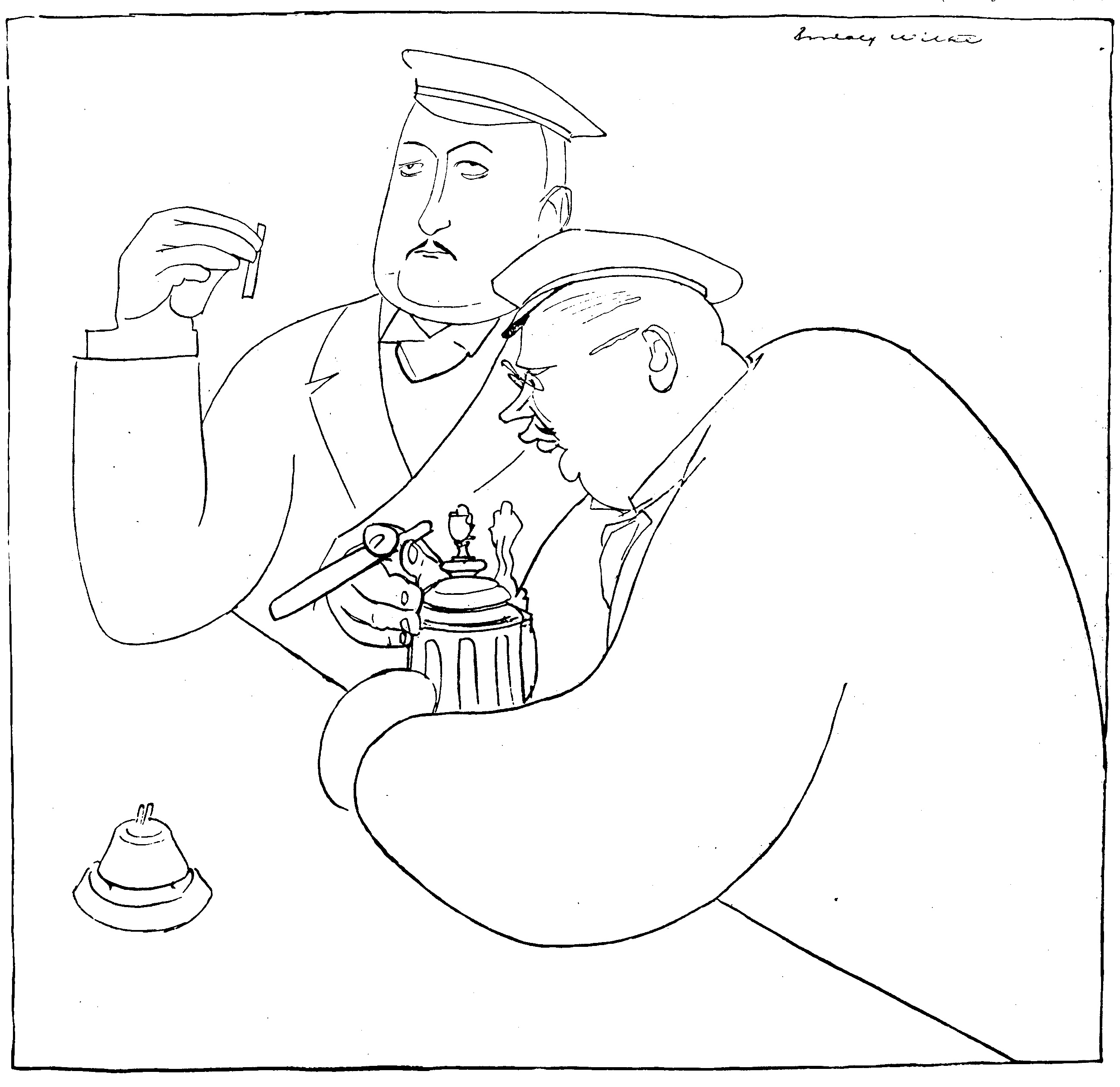
دانشجو